# Wind of Change
Wind of Change – ballada rockowa napisana w 1990 roku przez Klausa Meine, wokalistę zespołu Scorpions. Znalazła się na ich albumie Crazy World (1990). Zespół nagrał również rosyjską wersję piosenki pt. „Ветер Перемен/Wietier Pieriemien”, oraz hiszpańską nazwaną „Vientos de Cambio”. W 23. notowaniu listy Top Wszech Czasów Radiowej Trójki zajął 80. miejsce.

## Przesłanie utworu
Piosenka nawiązuje do przemian politycznych w Związku Radzieckim na przełomie lat 80. i 90., które przyczyniły się do upadku Związku Radzieckiego, rozwiązując jednocześnie blok wschodni, czego efektem było zakończenie zimnej wojny. Utwór ten jest dziś jednoznacznie kojarzony z tamtymi wydarzeniami.

## Tekst
Dla słuchaczy, którzy nie znają Moskwy, niezrozumiałe mogą być pierwsze słowa piosenki:
I follow the Moskva

Down to Gorky Park

Listening to the wind

of change
Moskwa to także nazwa rzeki płynącej przez miasto Moskwa. Gorky Park to z kolei Park Gorkiego znajdujący się w stolicy Federacji Rosyjskiej.
Inspiracją do napisania tej piosenki była wizyta zespołu Scorpions w Moskwie w 1989 roku.
W 2022 roku, po napadzie przez Rosję na Ukrainę, zespół w ramach solidarności z tym krajem zmienił pierwsze 8 wersów kultowego utworu:
| Oryginał                                                                   | Wersja od 2022 roku                                                                   |
| -------------------------------------------------------------------------- | ------------------------------------------------------------------------------------- |
| I follow the Moskva Down to Gorky Park Listening to the wind of change     | Now listen to my heart, It says Ukrainia Waiting for the wind To change               |
| An August summer night Soldiers passing by Listening to the wind of change | A dark and lonely night Our hopes and dreams won't die Waiting for the wind To change |